# Eupterote undata
Eupterote undata är en fjärilsart som beskrevs av William Henry Blanchard 1844. Eupterote undata ingår i släktet Eupterote och familjen Eupterotidae. Inga underarter finns listade i Catalogue of Life.